# إسماعيل بن مهران
أبو يعقوب، إسماعيل بن مهران بن أبي نصر السكوني، واسم أبي نصر: زيد. مولى ينسب إلى بني كلاب ويظهر أنه كان مولى للسكون من كندة أحد أعلام الشيعة الإثنا عشرية 
ذكره الكشي في عداد أصحاب الرضا وقال:" حدثني محمد بن مسعود قال سألت علي بن الحسن عن إسماعيل ابن مهران قال: رمي بالغلو. قال محمد بن مسعود: ويكذبون عليه وكان تقيا ثقة خيرا فاضلا. إسماعيل بن مهران بن محمد بن أبي نصر واحمد بن محمد بن عمرو كانا من ولد السكوني.قلت: ويظهر من كلامه الأخير قرابة إسماعيل مع احمد بن محمد ابي نصر البزنطي. كما يظهر منه ان ابن الغضائري نظر إلى ما رمي بالغلو في تضعيفه له بقوله: ليس حديثه بالنقي يضطرب تارة ويصلح أخرى ويروى عن الضعفاء كثيرا ويجوز ان يخرج شاهدا. نعم ليس في كلامه تضعيفا له ولمذهبه كما ليس في كلام ابن فضال اعتمادا على التضعيف فقول ابن مسعود والنجاشى والشيخ في توثيقه هو المعتمد. نعم روى عن جماعة فيهم الضعاف والمجاهيل."

## ولادته
لم تُحدّد لنا المصادر تاريخ ولادته ومكانها، إلاّ أنّه من أعلام القرن الثالث الهجري.

## من أقوال علماء الشيعة فيه
1ـ قال الشيخ النجاشي: «ثقة معتمد عليه» 
2ـ قال الشيخ الطوسي: «ثقة، معتمد عليه»»
3ـ قال الشيخ شهرآشوب: «ثقة، كوفي مولى، لقي الرضا ()»»
4ـ قال السيّد الخوئي: «لا ينبغي الريب في وثاقة الرجل، لشهادة الشيخ والنجاشي والعياشي بها»»
5ـ قال الشيخ محيي الدين المامقاني: «اتّفق خبراء علم الرجال على وثاقة المترجم وعدّ الرواية من جهته من الصحاح، كما واتّفق الفقهاء على الأخذ برواياته والإفتاء بها».»

## روايته للحديث
يُعتبر من رواة الحديث في القرن الثالث الهجري، وقد وقع في إسناد كثير من الروايات تبلغ زهاء (126) مورداً

## ممّن روى عنهم
جعفر الصادق، علي الرضا، محمد الجواد، أبو جرير القمّي، أبو جميلة المفضّل بن صالح، أبو سعيد القمّاط، إبراهيم بن الفضل، أحمد بن محمّد بن أبي نصر، أحمد بن محمّد الخزاعي، الحسن بن علي بن أبي حمزة البطائني، زكريا بن آدم، صفوان بن يحيى، علي بن أبي حمزة.

## من الراوين عنه
أبو عبد الله الرازي، إبراهيم بن هاشم القمّي، أحمد بن محمّد البرقي، جرير بن صالح، الحسن بن موسى الخشّاب، سهل بن زياد، صالح بن أبي حمّاد، علي بن الحسن بن فضّال، علي بن الحسن التيمي، علي بن الحسين بن علي، القاسم النهدي، محمّد بن أحمد النهدي، محمّد بن خالد البرقي، محمّد بن عبد الله المسمعي، محمّد بن علي الصيرفي.

## مؤلّفاته
1-الملاحم
2-، ثواب القرآن
3-الإهليلجة
4- صفة المؤمن والفاجر
5-خطب أمير المؤمنين ()
6-النوادر
7- العلل.

## وفاته
لم تُحدّد لنا المصادر تاريخ وفاته ومكانها، إلاّ أنّه كان من أعلام القرن الثالث الهجري.